# Tarmo Neemelo
Tarmo Neemelo (né le 10 février 1982 à Tallinn en RSS d'Estonie) est un footballeur estonien. Il évoluait au poste d'attaquant.
Il a été sélectionné 21 fois en équipe nationale d'Estonie et y a marqué un but.

## Palmarès

### En club
FC TVMK Tallinn
- Championnat d'Estonie (1) : 2005
- Supercoupe d'Estonie (1) : 2006

 FC Levadia Tallinn
- Championnat d'Estonie (1) : 2009
- Coupe d'Estonie (1) : 2010
- Supercoupe d'Estonie (1) : 2010

 JK Nõmme Kalju
- Coupe d'Estonie (1) : 2015

### Individuel
- Meilleur buteur du Championnat d'Estonie en 2005 (41 buts en 33 matchs)